# La Concepción
La Concepción è un comune del Nicaragua facente parte del dipartimento di Masaya.